# 입건
입건(立件, 영어: criminal allegation)은 형사소송법상 개념으로 사법기관에서 사건을 접수하는 것을 말한다. 구속, 불구속 이전의 단계로 입건과 함께 정식 수사단계가 시작한다. 입건이 되면 사건번호가 부여된다. 사건번호가 있다는 말은 입건이 되었다는 말이다.

## 예시
A(위키)군이 대규모 저작권 침해 활동을 벌인다는 첩보를 입수한 B시 지방검찰청은 A(위키)군의 저작권법 위반 사건에 대하여 입건을 했다. 검찰 전산망에 사건수리양식(검찰사건사무규칙 별지 2호 서식)에 정해진 일정한 사항을 전산입력하고 사건번호를 부여했다.

## 입건전 수사의 위법여부
대한민국 대법원(2000도2968)은 사무절차 규정인 입건(인지) 절차를 밟기 전에 수사를 하였다고 하여 위법하지 않다고 판단하였다.

## 같이 보기
- 불구속 입건
- 집행유예
- 구속
- 체포
- 가택 연금